# Peggio per me... meglio per te
Peggio per me... meglio per te è un film del 1967 diretto da Bruno Corbucci.

## Trama
Tony Romanelli è un pilota di linea civile. Essendo sempre in giro per l'Europa ha la tentazione di divertirsi con delle belle ragazze straniere nonostante sia fidanzato con la bella Marisa.